# Bougainvillia dimorpha
Bougainvillia dimorpha är en nässeldjursart som beskrevs av Peter Schuchert 1996. Bougainvillia dimorpha ingår i släktet Bougainvillia och familjen Bougainvilliidae. Inga underarter finns listade i Catalogue of Life.